# Echinopsis tunariensis
Echinopsis tunariensis là một loài thực vật có hoa trong họ Cactaceae. Loài này được (Cárdenas) Friedrich & G.D.Rowley mô tả khoa học đầu tiên năm 1974.